# 下書き
| ウィキペディアには「下書き」という見出しの百科事典記事はありません（タイトルに「下書き」を含むページの一覧/「下書き」で始まるページの一覧）。 代わりにウィクショナリーのページ「下書き」が役に立つかもしれません。 |